# Puchar Narodów Afryki 2019 (kwalifikacje)/Grupa L
W grupie L eliminacji Pucharu Narodów Afryki 2019 grają:
- Republika Zielonego Przylądka
- Uganda
- Tanzania
- Lesotho

## Tabela
| Msc. | Zespół                        | M | W | R | P | Br+ | Br- | +/- | Pkt |
| ---- | ----------------------------- | - | - | - | - | --- | --- | --- | --- |
| 1    | Uganda (A)                    | 6 | 4 | 1 | 1 | 7   | 3   | +4  | 13  |
| 2    | Tanzania (A)                  | 6 | 2 | 2 | 2 | 6   | 5   | +1  | 8   |
| 3    | Lesotho                       | 6 | 1 | 3 | 2 | 3   | 7   | -4  | 6   |
| 4    | Republika Zielonego Przylądka | 6 | 1 | 2 | 3 | 4   | 5   | -1  | 5   |

|                               | Uganda | Lesotho | Tanzania | Republika Zielonego Przylądka |
| ----------------------------- | ------ | ------- | -------- | ----------------------------- |
| Uganda                        | X      | 3:0     | 0:0      | 1:0                           |
| Lesotho                       | 0:2    | X       | 1:0      | 1:1                           |
| Tanzania                      | 3:0    | 1:1     | X        | 2:0                           |
| Republika Zielonego Przylądka | 0:1    | 0:0     | 3:0      | X                             |

## Wyniki

### Kolejka 1
| 10 czerwca 2017 19:00 CET | Tanzania · Samatta 28' | 1:1(1:1)Raport | Lesotho · Tale 35' | Benjamin Mkapa National Stadium, Dar es Salaam Sędzia: Djamal Aden |
|                           |                        |                |                    |                                                                    |

| 11 czerwca 2017 19:30 CET | Republika Zielonego Przylądka | 0:1(0:0)Raport | Uganda · Sserunkuma 83' | Estádio Nacional de Cabo Verde, Praia Sędzia: Ali Lemghaifry |
|                           |                               |                |                         |                                                              |

### Kolejka 2
| 8 września 2018 15:00 CET | Uganda | 0:0(0:0)Raport | Tanzania | Nelson Mandela National Stadium, Kampala Sędzia: Eric Otogo-Castane |
|                           |        |                |          |                                                                     |

| 9 marca 2018 15:00 CET | Lesotho · Motebang 75' | 1:1(0:0)Raport | Republika Zielonego Przylądka · Djaniny 82' | Setsoto Stadium, Maseru Sędzia: Mehdi Abid Charef |
|                        |                        |                |                                             |                                                   |

### Kolejka 3
| 12 października 2018 19:00 CET | Republika Zielonego Przylądka · Gomes 16', 23' · Stopira 84' | 3:0(2:0)Raport | Tanzania | Estádio Nacional de Cabo Verde, Praia Sędzia: Boubou Traoré |
|                                |                                                              |                |          |                                                             |

| 13 października 2018 15:00 CET | Uganda · Okwi 11', 64' · Miya 37' (k.) | 3:0(2:0)Raport | Lesotho | Nelson Mandela National Stadium, Kampala Sędzia: Amin Mohamed Omar |
|                                |                                        |                |         |                                                                    |

### Kolejka 4
| 16 października 2018 16:00 CET | Tanzania · Msuva 29' · Samatta 57' | 2:0(1:0)Raport | Republika Zielonego Przylądka | Benjamin Mkapa National Stadium, Dar es Salaam Sędzia: Souleiman Ahmed Djama |
|                                |                                    |                |                               |                                                                              |

| 16 października 2018 18:00 CET | Lesotho | 0:2(0:2)Raport | Uganda · Miya 5', 35' | Setsoto Stadium, Maseru Sędzia: Ali Adelaïd |
|                                |         |                |                       |                                             |

### Kolejka 5
| 17 listopada 2018 14:00 CET | Uganda · Kaddu 77' | 1:0(0:0)Raport | Republika Zielonego Przylądka | Nelson Mandela National Stadium, Kampala Sędzia: Youssef Essrayri |
|                             |                    |                |                               |                                                                   |

| 17 listopada 2018 15:00 CET | Lesotho · Lerotholi 76' | 1:0(0:0)Raport | Tanzania | Setsoto Stadium, Maseru Sędzia: Thierry Nkurunziza |
|                             |                         |                |          |                                                    |

### Kolejka 6
| 24 marca 2019 16:00 CET | Republika Zielonego Przylądka | 0:0(0:0)Raport | Lesotho | Estádio Nacional de Cabo Verde, Praia Sędzia: Mahamadou Keita |
|                         |                               |                |         |                                                               |

| 24 marca 2019 16:00 CET | Tanzania · Msuva 21' · Nyoni 50' · Morris 56' | 3:0(1:0)Raport | Uganda | Benjamin Mkapa National Stadium, Dar es Salaam Sędzia: Eric Otogo-Castane |
|                         |                                               |                |        |                                                                           |

## Strzelcy
3 gole
- Farouk Miya

2 gole
- Gomes
- Simon Msuva
- Mbwana Samatta
- Emmanuel Okwi

1 gol
- Nkau Lerotholi
- Sera Motebang
- Thapelo Tale
- Djaniny
- Stopira
- Erasto Nyoni
- Aggrey Morris
- Patrick Kaddu
- Geoffrey Sserunkuma